# Erawan-Museum

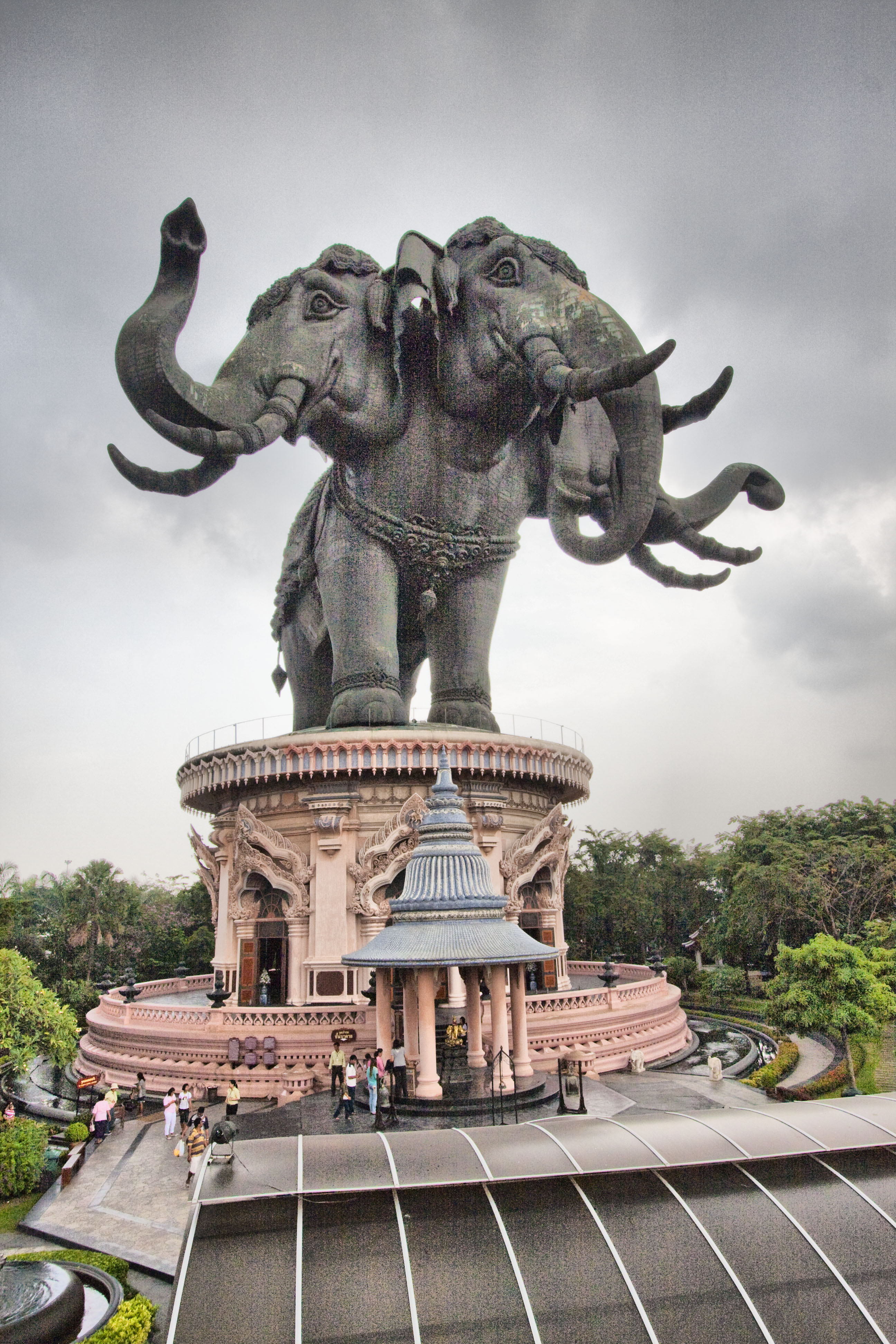
Erawan-Museum

Das Erawan-Museum (Thai: พิพิธภัณฑ์ช้างเอราวัณ) ist ein Museum in der Provinz Samut Prakan in Zentralthailand. Die Provinz Samut Prakan liegt direkt südlich von Bangkok. 

## Lage
Das Erawan-Museum befindet sich an der Thanon Sukhumvit (Sukhumvit-Straße) in der Provinz Samut Prakan südlich des Khlong Samrong (Samrong-Kanal) in einer Schleife des Mae Nam Chao Phraya (Chao-Phraya-Fluss).

## Baugeschichte

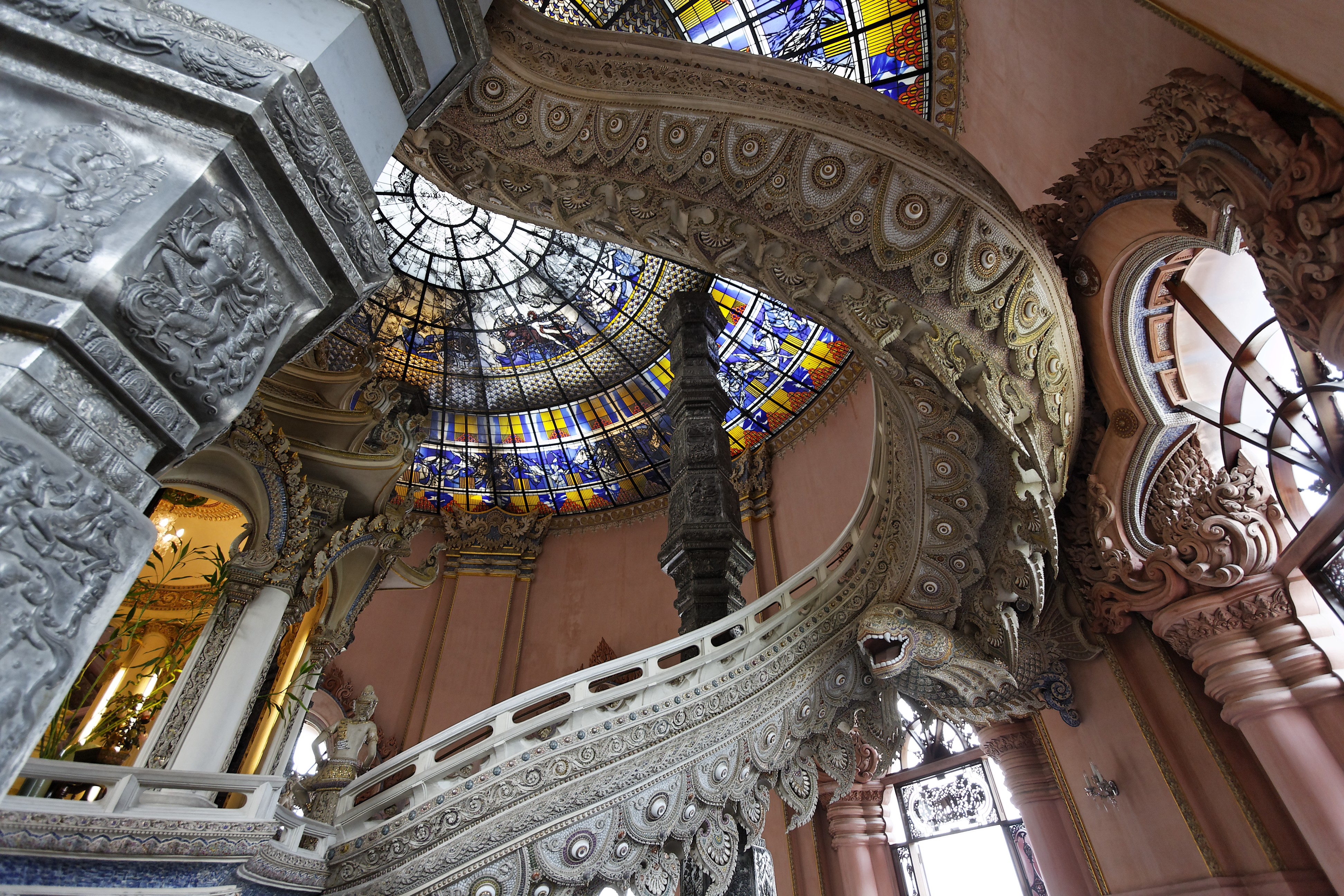
Im Treppenhaus des Erawan-Museums

Ursprünglich sollte ein gewaltiges Museum in der Provinz Chachoengsao entstehen, das aufgrund lokaler Misshelligkeiten nicht zustande kam. Nach längeren Vorarbeiten wurde ein Gelände im Einzugsgebiet von Bangkok in der Provinz Samut Prakan ausgewählt. Am 13. Juli 1994 erfolgte die Grundsteinlegung, der eine etwa zehnjährige Bautätigkeit folgte.
Als architektonische Besonderheit zeigt das Museum ein rundes Basis-Gebäude, das einen begehbaren mythischen dreiköpfigen Elefanten, den Erawan, trägt. Die Gesamthöhe des Gebäudes samt Elefanten beträgt 43,6 Meter, die Breite des Elefanten allein liegt bei 12 Metern, seine Länge bei 39 Metern. Er hat ein Gewicht von 150 Tonnen.
Das Erawan-Museum gilt vor allem aufgrund seiner besonderen Architektur als einzigartiges Museum. 

## Nutzung
Das gesamte Bauwerk und der angrenzende Park dient als Museum für thailändische Antiquitäten. Das Hauptgebäude ist in drei Ebenen gegliedert: 
- das Erdgeschoss (Badan) zeigt eine Antiquitäten-Ausstellung mit chinesischem Porzellan und einer Übersicht über das Bauwerk
- das mittlere Stockwerk ist der Treppenbereich mit Stuckarbeiten und mit einem bemalten Glasdach des deutschen Künstlers Jakob Schwarzkopf
- das obere Stockwerk stellt die buddhistischen Antiquitäten aus, hier kann man an der Decke eine Darstellung des Universums sehen, ebenfalls von Schwarzkopf entworfen